# Tylogonus parabolicus
Tylogonus parabolicus là một loài nhện trong họ Salticidae.
Loài này thuộc chi Tylogonus. Tylogonus parabolicus được María Elena Galiano miêu tả năm 1985.